# Internationale Friedensfahrt 1976
Die 29. Internationale Friedensfahrt (Course de la paix) war ein Radrennen, das vom 8. bis 24. Mai 1976 ausgetragen wurde.
Die 29. Auflage der Internationalen Friedensfahrt bestand aus 14 Einzeletappen und führte auf einer Gesamtlänge von 1974 km von Prag über Warschau nach Berlin. Mannschaftssieger war die UdSSR. Der beste Bergfahrer war Sergei Morosow aus der UdSSR. Nach acht Jahren gewann mit Hans-Joachim Hartnick wieder ein Fahrer aus der DDR das Rennen.

## Teams und Fahrer
Insgesamt starteten 113 Fahrer aus 19 Teams zur ersten Etappe in Prag. Teilnehmende Nationen waren Polen, Bulgarien, Finnland, Tschechoslowakei, Rumänien, Vereinigtes Königreich, BR Deutschland, Niederlande, Schweden, DDR, Schweiz, Italien, Frankreich, Norwegen, UdSSR, Ungarn, Kuba, Belgien und Jugoslawien. Alle Mannschaften starteten mit sechs Fahrern, nur Kuba startete mit fünf.
| 1 – Janusz Kowalski 2 – Wojciech Matusiak 3 – Tadeusz Mytnik 4 – Mieczysław Nowicki 5 – Stanisław Szozda 6 – Tadeusz Zawada |

| 07 – Michail Michailow 08 – Dimitar Stefanow Trajkow 09 – Jordan Jordanow 10 – Emil Losew 11 – Andon Petrow 12 – Jordan Pentschew |

| 13 – Harry Hannus 14 – Mauno Uusivirta 15 – Jukka Sorjonen 16 – Hannu Honkanen 17 – Bo-Göran Wiik 18 – Jorma Pohjonen |

| 19 – Antonín Bartoníček 20 – Miloš Hrazdíra 21 – Milan Garstka 22 – František Kališ 23 – Jiří Konečný 24 – Pavol Gálik |

| 25 – Mircea Romașcanu 26 – Teodor Vasile 27 – Valentin Ilie 28 – Ion Cojocaru 29 – Eugen Dulgheru 30 – Teodor Dragan |

| 31 – Michael Wishart 32 – Roy Taylor 33 – Kenneth Platts 34 – Dave Pittman 35 – Anthony Gornall 36 – Dave Broadbent |

| 37 – Peter Becker 38 – Herbert Schneider 39 – Anton Vochezer 40 – Andreas Troche 41 – Rainer Podlesch 42 – Gernot Gieger |

| 43 – Cor Schuurman 44 – Frits Schür 45 – Jo Maas 46 – Wil van Helvoirt 47 – Jan Damen 48 – Sjaak Schuitemaker |

| 49 – Ronnie Carlsson 50 – Tord Filipsson 51 – Leif Hansson 52 – Sven-Åke Nilsson 53 – Tommy Prim 54 – Alf Segersäll |

| 55 – Karl-Dietrich Diers 56 – Hans-Joachim Hartnick 57 – Gerhard Lauke 58 – Andreas Petermann 59 – Bernd Drogan 60 – Michael Schiffner |

| 61 – Iwan Schmid 62 – Robert Thalmann 63 – Michael Kuhn 64 – Albert Knobel 65 – Jürg Stalder 66 – Godi Schmutz |

| 67 – Walter Polini 68 – Amilcare Sgalbazzi 69 – Francesco Passarin 70 – Antonio Bonino 71 – Livio Mazzola 72 – Ernesto Bisacci |

| 73 – Jacques Bossis 74 – Gerard Simonnot 75 – Christian Muselet 76 – Jacques Osmont 77 – Jacques Michaud 78 – Jean Toso |

| 79 – Stein Bråthen 80 – Geir Digerud 81 – Pål Henning Hansen 82 – Arne Klavenes 83 – Magne Orre 84 – Jostein Wilmann |

| 85 – Nikolai Gorelow 86 – Alexander Gusjatnikow 87 – Boris Issajew 88 – Sergei Morosow 89 – Michail Perewejew 90 – Alexander Tichonow |

| 91 – János Sipos 92 – Zoltan Peszleg 93 – István Krasznavölgyi 94 – Tamás Csathó 95 – György Szuromi 96 – Dezsö Szemethi |

| 097 – Jorge Pérez 098 – Elio Gonzales Martinez 099 – Pedro Garcia 100 – Oscar Echevarria 101 – Edilberto Rodriguez 0 |

| 103 – Martin Balcaen 104 – Johny Deblaere 105 – Rudy De Bie 106 – Geert Matheussen 107 – Willy Sprangers 108 – Jos Van Ransbeeck |

| 109 – Milenko Janjic 110 – Milovan Gazdic 111 – Mirko Rakuš 112 – Ivan Kastelic 113 – Eugen Pleško 114 – Vlastimir Matic |

## Details
| Ergebnis | Ergebnis              | Ergebnis      | Ergebnis | Ergebnis |
| -------- | --------------------- | ------------- | -------- | -------- |
| Erster   | Hans-Joachim Hartnick | ø 41,9 km/std | DDR      |          |
| Zweiter  | Stanisław Szozda      |               | Polen    |          |
| Dritter  | Gerhard Lauke         |               | DDR      |          |

| Etappe     | Start – Ziel                 | Etappensieger                       | Etappen- länge | Fahrzeit |
| ---------- | ---------------------------- | ----------------------------------- | -------------- | -------- |
| 0Prolog    | Einzelzeitfahren in Prag     | Stanisław Szozda Polen              | 007 km         | 2:12:07  |
| 01. Etappe | Prag – Pardubice             | Antonín Bartoníček Tschechoslowakei | 143 km         | 3:42:03  |
| 02. Etappe | Litomyšl – Gottwaldov        | Stanisław Szozda Polen              | 165 km         | 3:57:03  |
| 03. Etappe | Vizovice – Banská Bystrica   | Nikolai Gorelow Sowjetunion         | 170 km         | 4:14:34  |
| 04. Etappe | Banská Bystrica – Poprad     | Boris Issajew Sowjetunion           | 141 km         | 3:26:11  |
| 05. Etappe | Tatranská Lomnica – Kraków   | Pavol Gálik Tschechoslowakei        | 151 km         | 3:50:05  |
| 06. Etappe | Kraków – Kielce              | Stanisław Szozda Polen              | 118 km         | 2:41:19  |
| 07. Etappe | Einzelzeitfahren in Warschau | Tadeusz Mytnik Polen                | 011 km         | 2:13:55  |
| 08. Etappe | Płońsk – Toruń               | Antonín Bartoníček Tschechoslowakei | 148 km         | 3:26:47  |
| 09. Etappe | Toruń – Poznań               | Stanisław Szozda Polen              | 150 km         | 3:12:48  |
| 10. Etappe | Pniewy – Frankfurt (Oder)    | Frits Schür Niederlande             | 139 km         | 3:00:58  |
| 11. Etappe | Frankfurt (Oder) – Cottbus   | Nikolai Gorelow Sowjetunion         | 137 km         | 3:06:47  |
| 12. Etappe | Cottbus – Leipzig            | Antonín Bartoníček Tschechoslowakei | 170 km         | 4:04:34  |
| 13. Etappe | Leipzig – Magdeburg          | Frits Schür Niederlande             | 161 km         | 3:49:11  |
| 14. Etappe | Burg – Berlin                | Hans-Joachim Hartnick DDR           | 163 km         | 3:58:24  |